# Sipitang
Sipitang ist eine Stadt im malaysischen Bundesstaat Sabah. Sie gehört zum gleichnamigen Verwaltungsbezirk (Distrikt Sipitang) und liegt 144 Kilometer südlich der Hauptstadt Kota Kinabalu. Die Stadt ist Teil des Gebietes Interior Division, das die Distrikte Beaufort, Keningau, Kuala Penyu, Nabawan, Sipitang, Tambunan und Tenom umfasst.

## Geschichte
Vor 1884 gehörte Sipitang zum Sultanat von Brunei. Am 5. November 1884 trat der Sultan von Brunei das Territorium von Sipitang bis Kuala Penyu an die North Borneo Chartered Company (BNBCC) ab.
Am 7. Dezember 1901 gelang es der Company, dieses Gebiet um das Territorium vom Sipitang-Fluss bis zum Trusan-Fluss zu erweitern. Außerdem erwarb die BNBCC am 12. September 1901 das Gebiet von Mengalong und Merantaman, das heute ebenfalls innerhalb des Distrikts von Sipitang liegt, durch eine Bewilligung des Prinzen (pangiran) Tengah Damit ibni al-Marhum Pangiran Anak Bongsu, der der erbliche Herrscher über dieses unabhängige Territorium (tulin) war.
Bis ins Jahr 1900 markierte der Fluss Sungai Sipitang die Grenze zwischen Britisch Nord Borneo und dem Sultanat von Brunei. Der Landerwerb zwischen den Flüssen Sungai Sipitang und Sungai Trusan im Jahr 1901 hatte die Errichtung eines Verwaltungsbüros in Sipitang unter dem Namen Province Clarke (benannt nach Sir Andrew Clarke) zur Folge. Der Hauptzweck dieses Verwaltungspostens war in erster Linie dem geplanten Erwerb weiterer Territorien geschuldet. Allerdings führten verschiedene Probleme zur Rückgabe einiger Ländereien, so dass die Demarkationslinie zu Sarawak schließlich auf den noch heute gültigen Grenzverlauf bei Mengalong (dem heutigen Sindumin) gelegt wurde.
Als in Brunei am 8. Dezember 1962 die Brunei Revolte ausbrach, breitete sich die Rebellion rasch über die Grenze nach Limbang, Laws und Miri in Sarawak und Weston und Sipitang in Nord Borneo aus, da diese Orte traditionell mit dem Sultanat verknüpft waren. Durch das schnelle und entschlossene Eingreifen des Britischen Gouverneurs, Sir William Goode, konnten die Rebellen in Sipitang und Weston bereits zwei Tage später isoliert und entwaffnet werden. So wurden am 10. Dezember in Sipitang insgesamt 73 Rebellen festgenommen und eine kleinere Menge an Waffen beschlagnahmt.

## Demographie
Die Bevölkerung der Stadt Sipitang beträgt laut der letzten Zählung im Jahr 2010 4.298 Einwohner.

## Wirtschaft
Die wichtigsten Wirtschaftszweig Sipitangs ist die Forstindustrie. Eine Zellstoff- und Papierfabrik wurde bereits 1987 von Sabah Forest Industries, einem Tochterunternehmen der indischen Ballarpur Industries Limited errichtet. Allerdings sind dort nur wenige Einheimische beschäftigt. Die meisten Einwohner Sipitangs leben von kleinbäuerlicher Landwirtschaft oder dem Fischfang.
Es ist geplant, Sipitang zu einem der Zentren der Öl- und Gasindustrie von Sabah zu machen. Die Regierung beschloss 2011, hier ein Industriegebiet für die Öl- und Gasbranche zu errichten und die staatliche Ölgesellschaft Petronas plant die Errichtung einer Ammoniak- und Harnstoffproduktion.